# DinoPark Bratislava

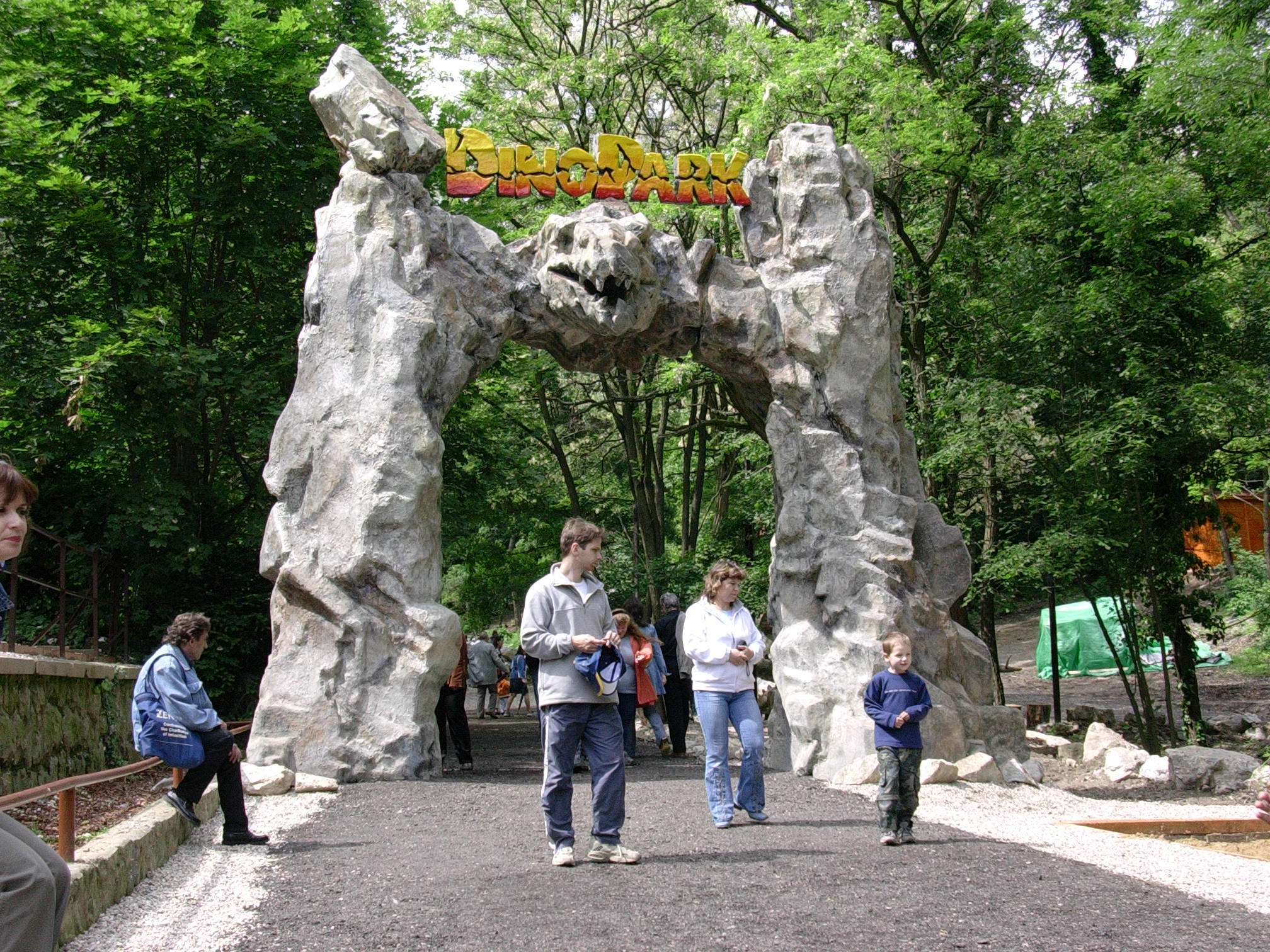
DinoPark Bratislava

DinoPark Bratislava byla zábavní a vzdělávací atrakce určená pro rodiny s dětmi a školní exkurze, zbudovaná v roce 2004 v části Bratislavské zoologické zahrady. Nacházela se v lesním údolí s potokem na ploše o velikosti 5 ha. Přibližně 50 modelů prehistorických zvířat v životních velikostech instalovaných v 25 scénách zde bylo k vidění v prostředí, ve kterém pravděpodobně obývala naši planetu před více než 65 miliony let. Prezenotvala modely vyráběné patentovanou technologií na základě aktuálních vědeckých poznatků a nalezených fosílií.
Vedle paleontologicky věrných modelů dinosaurů (statických i robotických) se návštěvníci mohli seznámit s informacemi o jednotlivých druzích, o vývoji života na Zemi, pohybu kontinentů apod., vše zábavnou a atraktivní formou.
Součástí DinoParku Bratislava bylo i Dětské paleontologické hřiště, naučná stezka a další atrakce. V roce 2006 byla do DinoParku umístěná unikátní živá druhohorní rostlina Wollemia nobilis, která na Zemi rostla před 175 miliony let. 
DinoPark Bratislava byl propojený s Bratislavskou ZOO, obě zařízení měla společné vstupné a v roce 2014 patřila mezi nejvýznamnější slovenské turistické cíle.
Atrakce byla ukončena v květnu 2021; modely byly poté odvezeny na různá místa. V létě 2022 byly např. umístěny v Malkia Parku v Orechové Potôni.

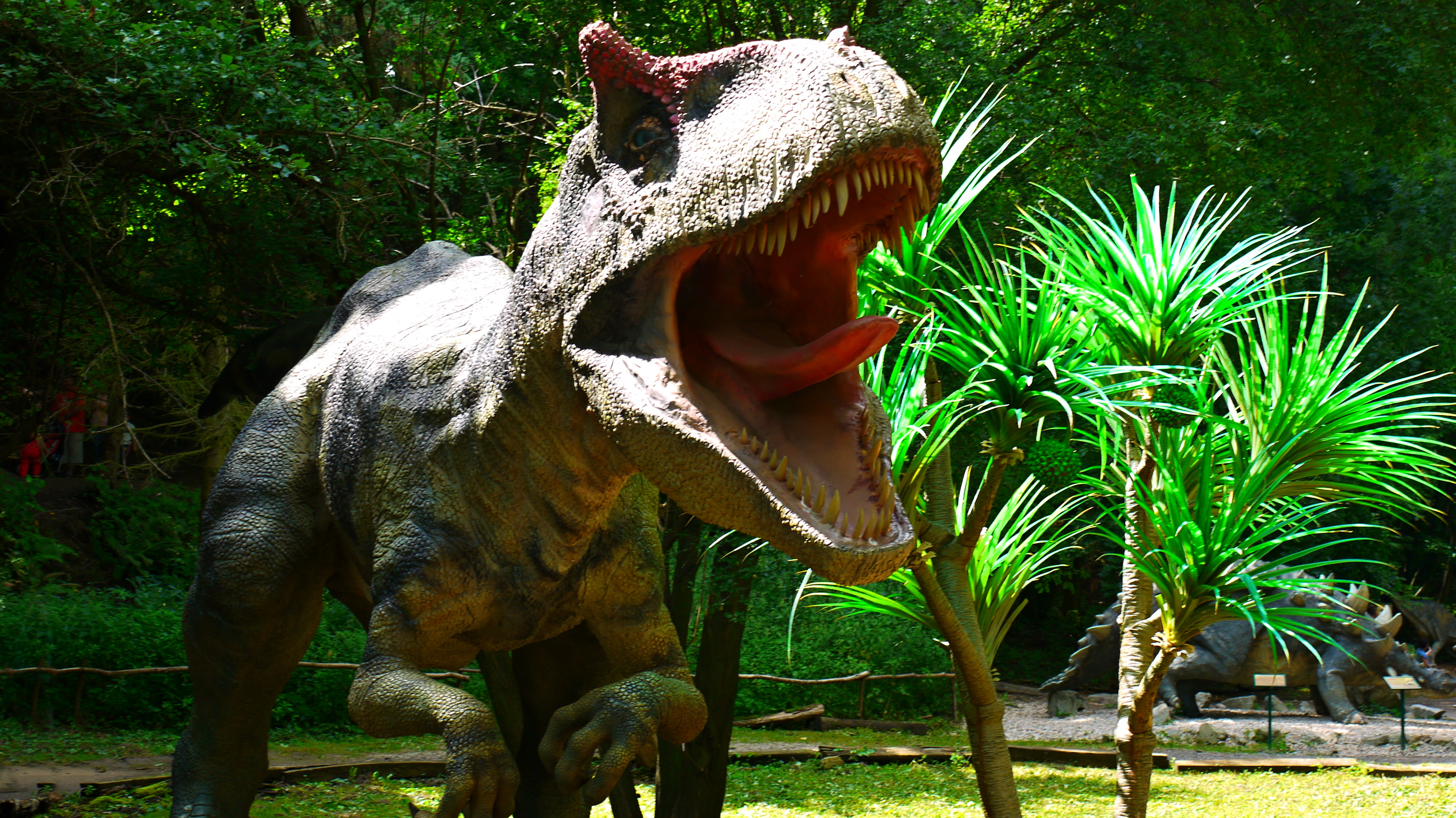
Allosaurus, DinoPark Bratislava
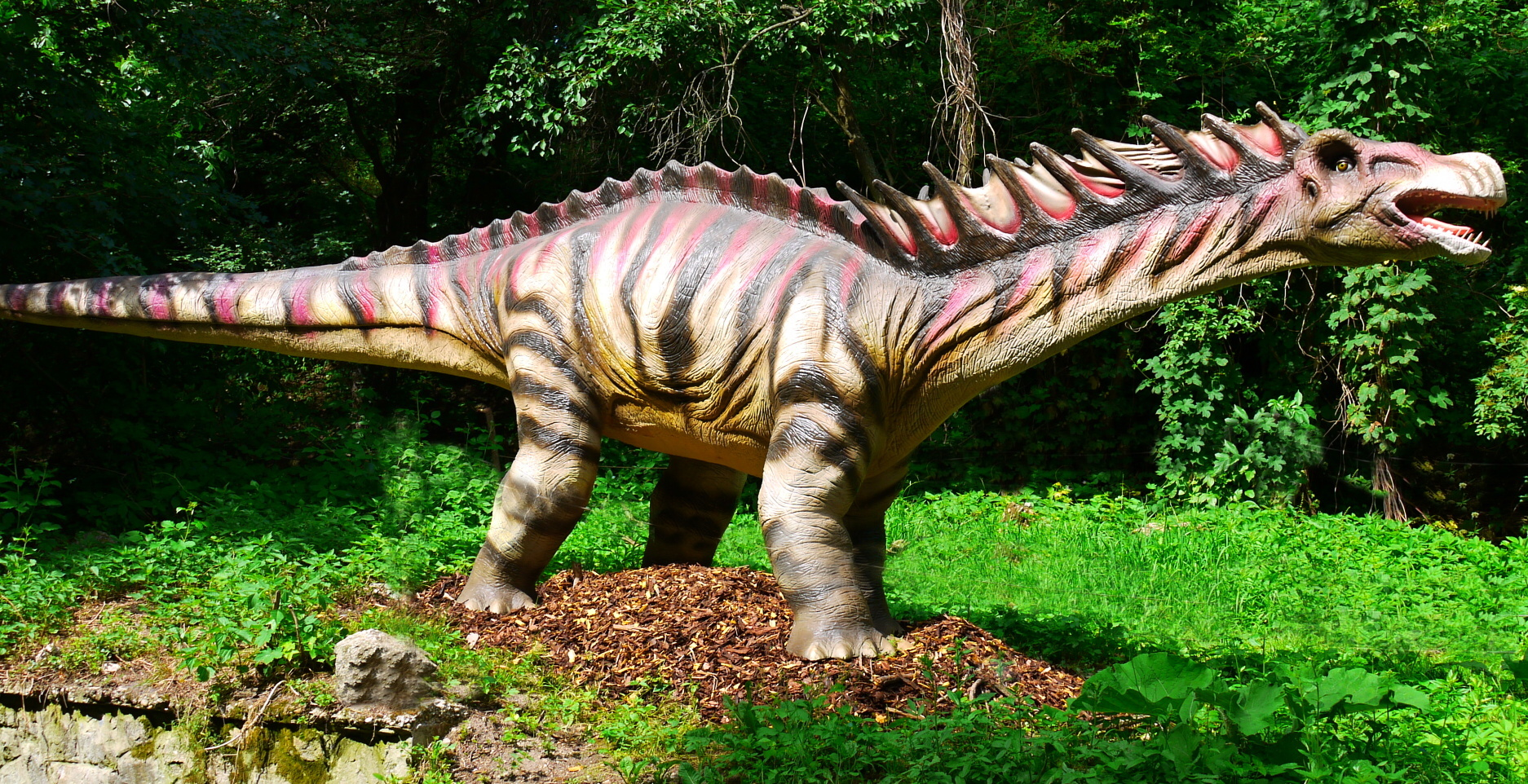
Amargasaurus, DinoPark Bratislava
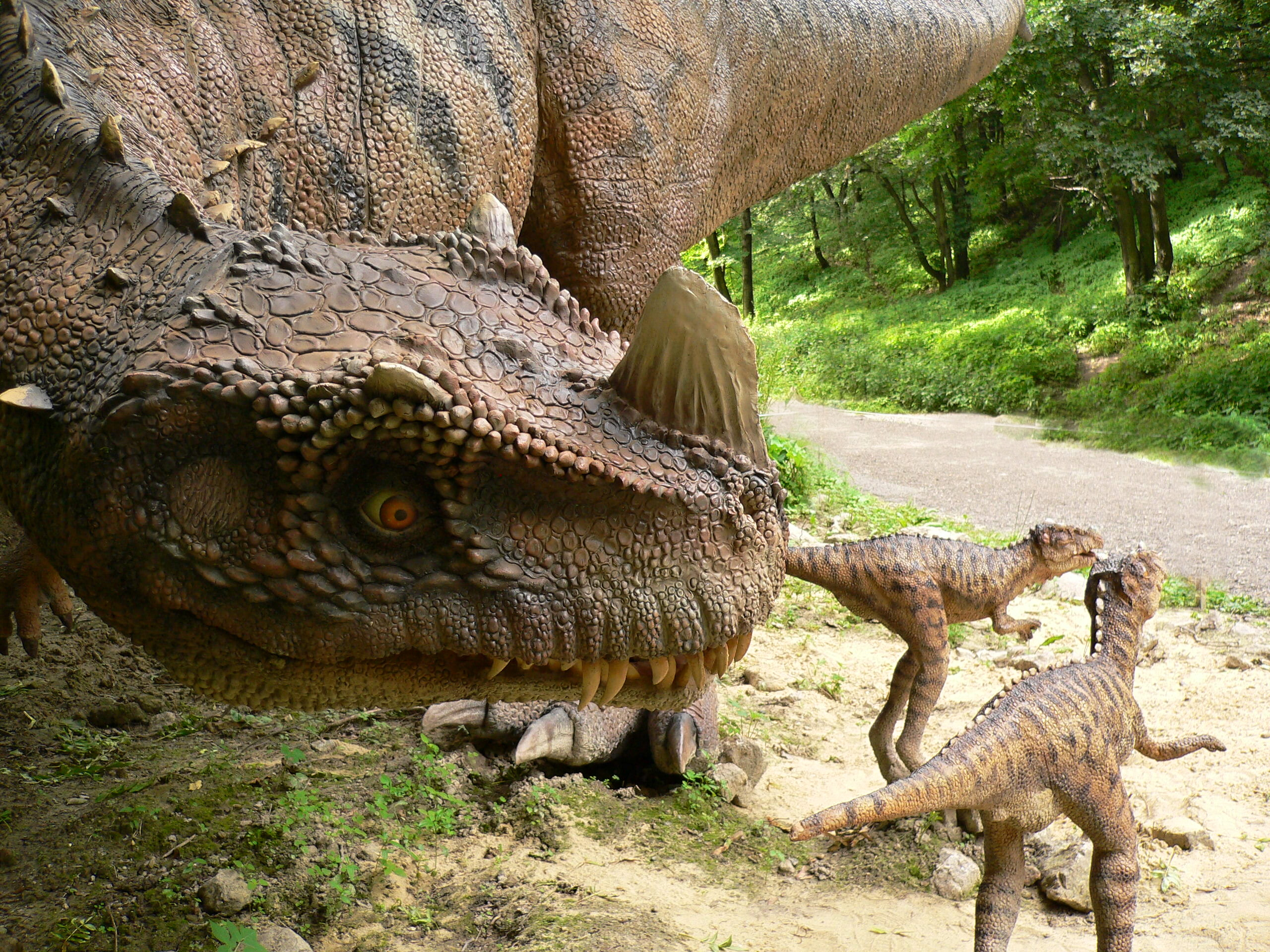
Ceratosaurus, DinoPark Bratislava
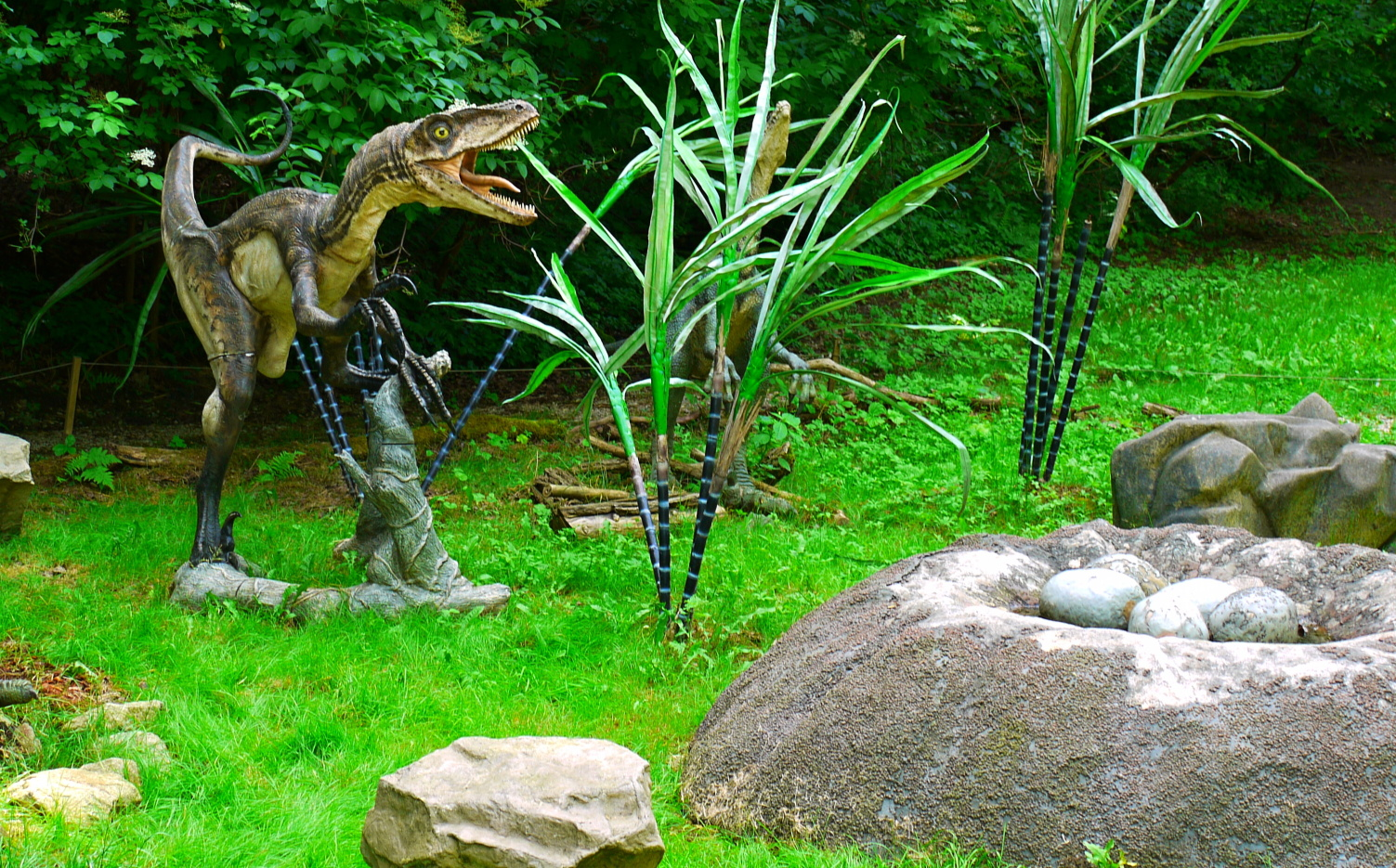
Deinonychus, DinoPark Bratislava
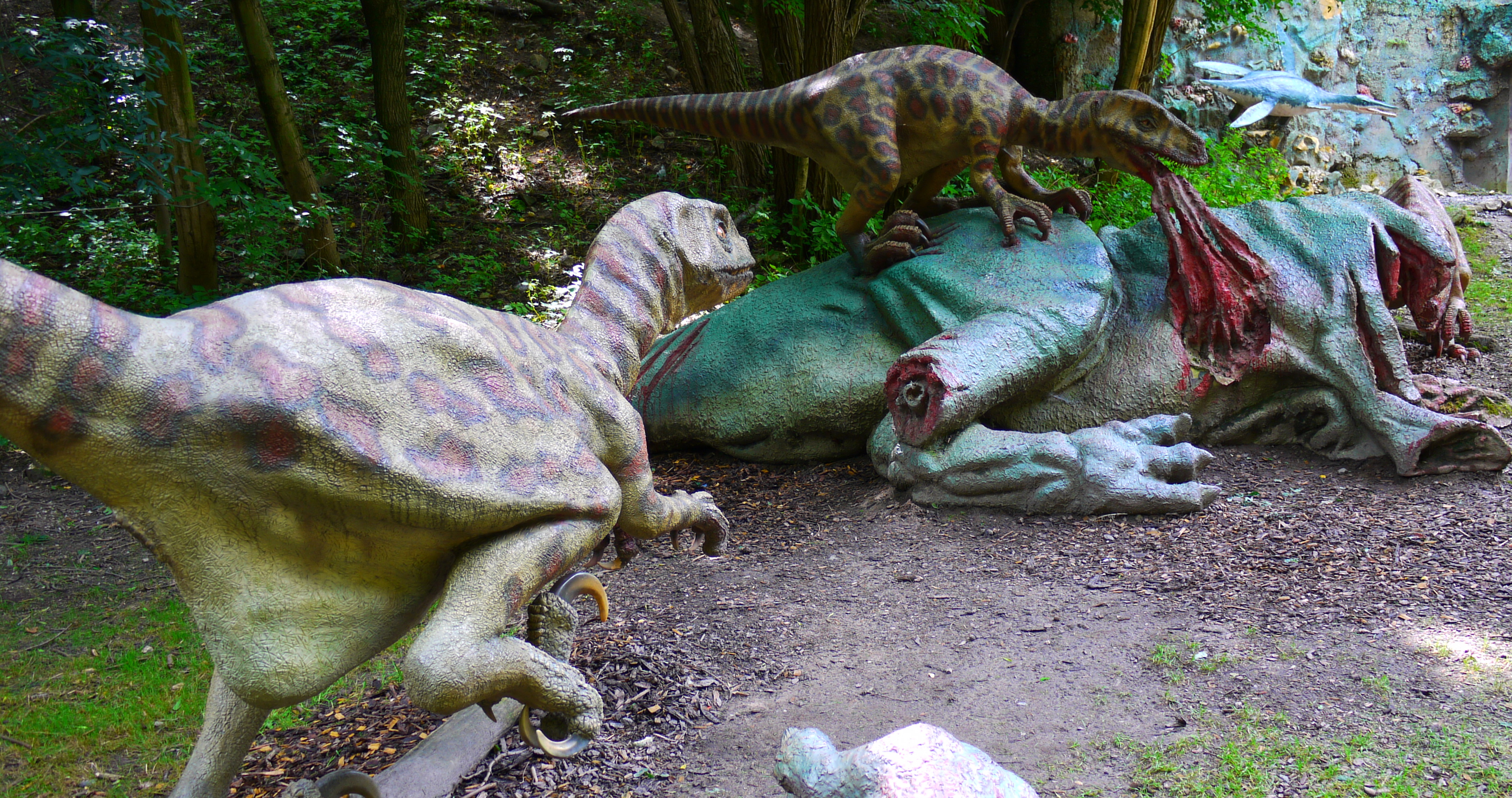
Deinonychus_02, DinoPark Bratislava
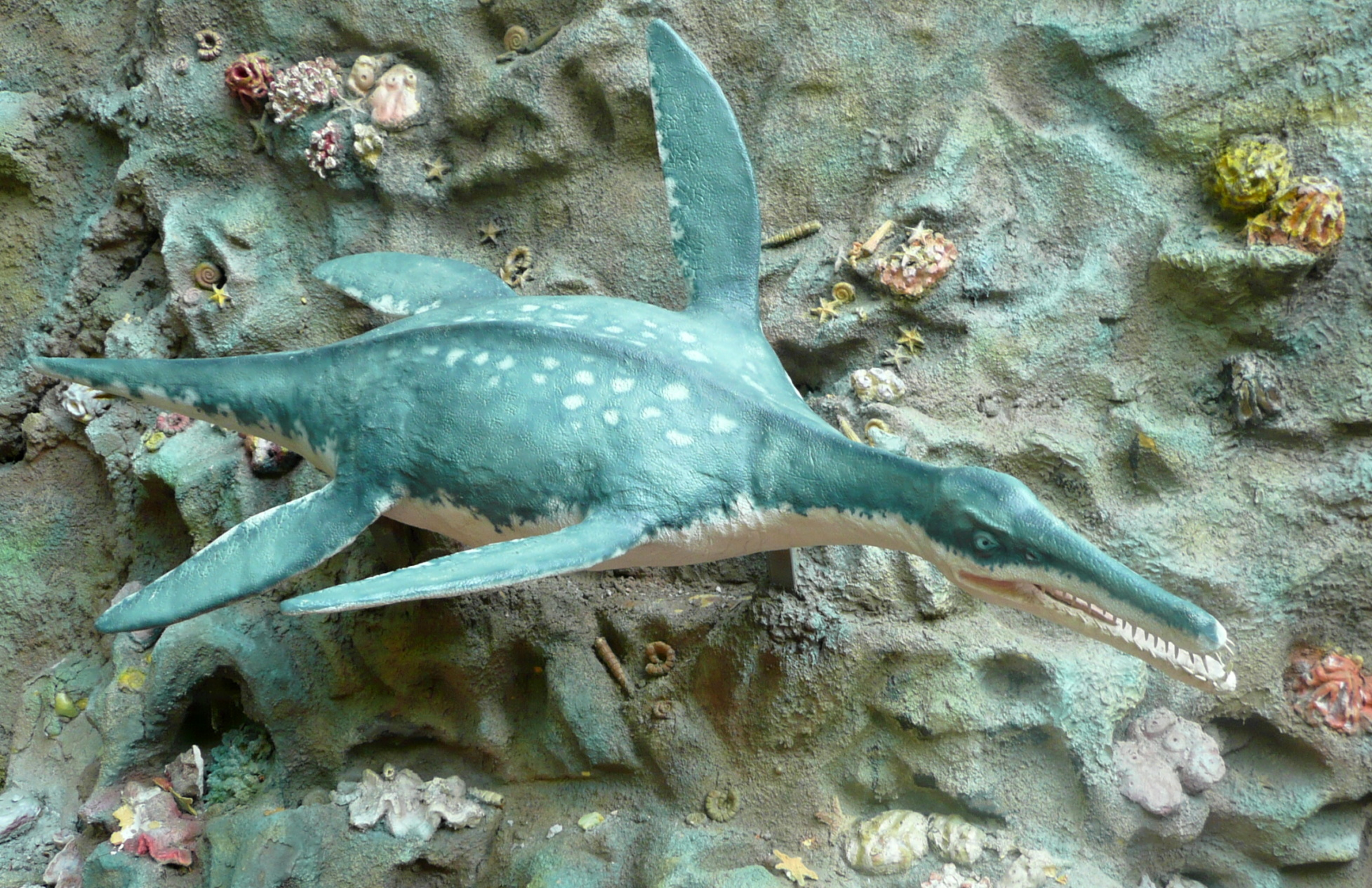
Dolichonhyrchops, DinoPark Bratislava
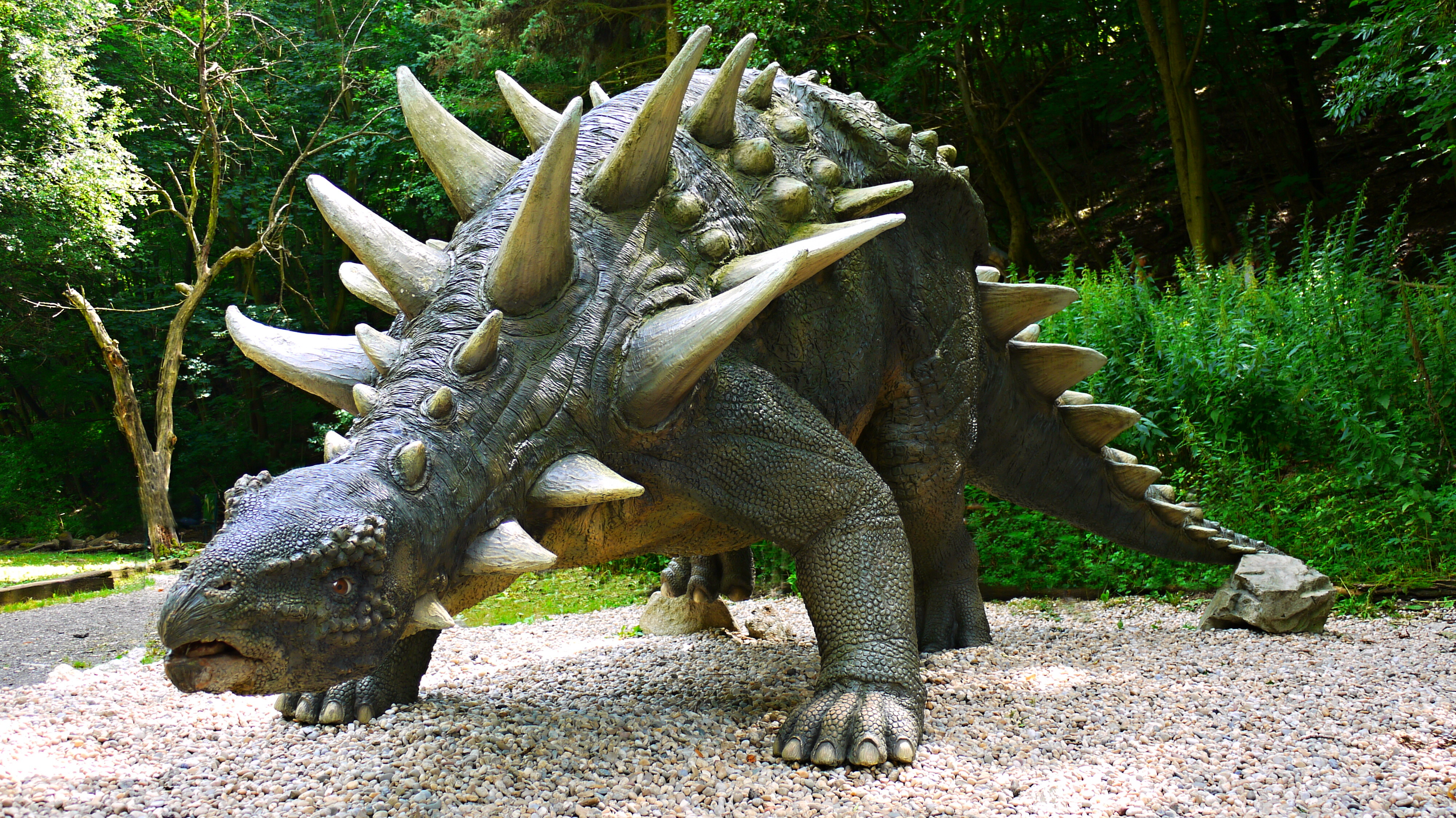
Edmontonia, DinoPark Bratislava
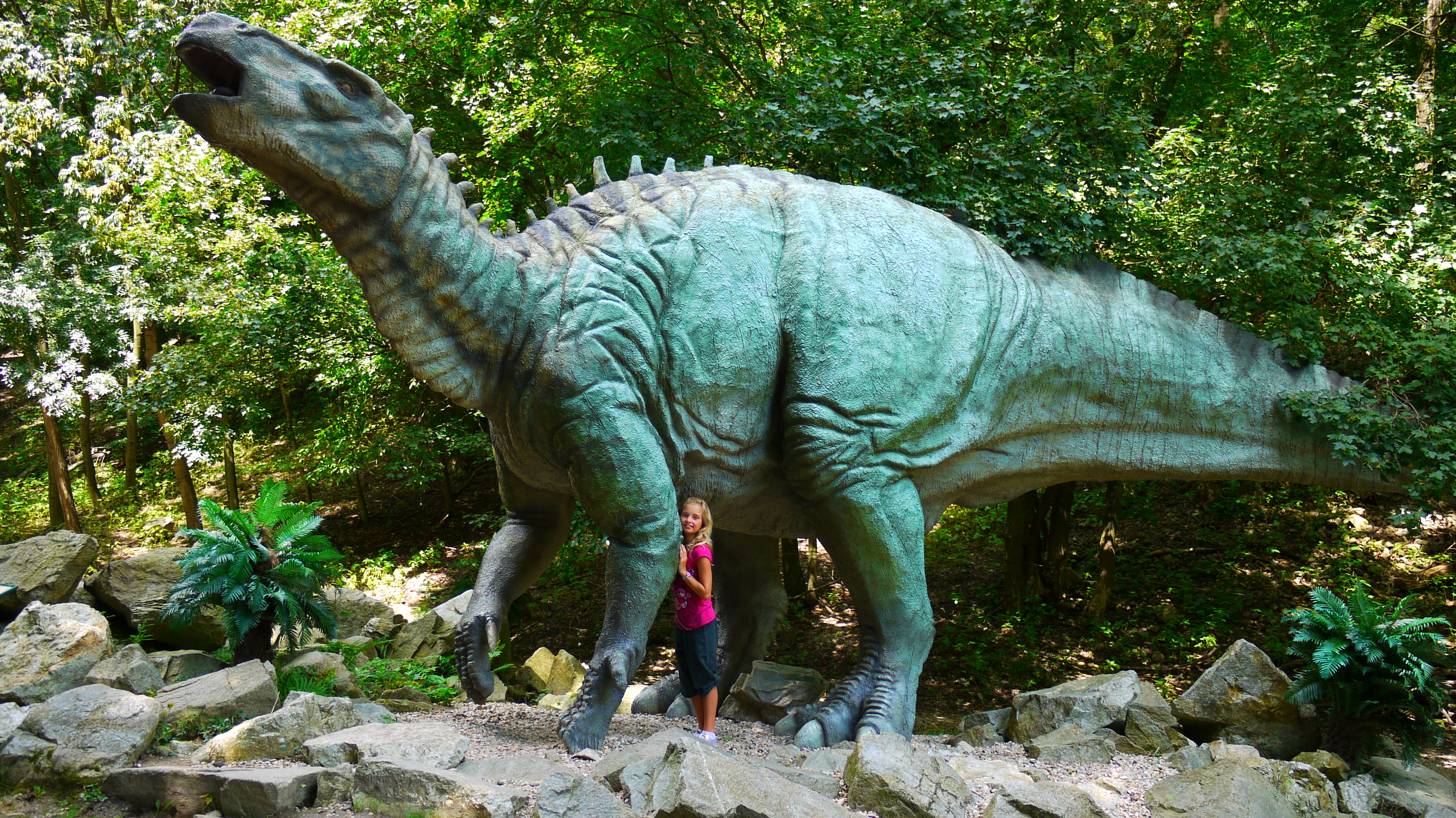
Iguanodon, DinoPark Bratislava
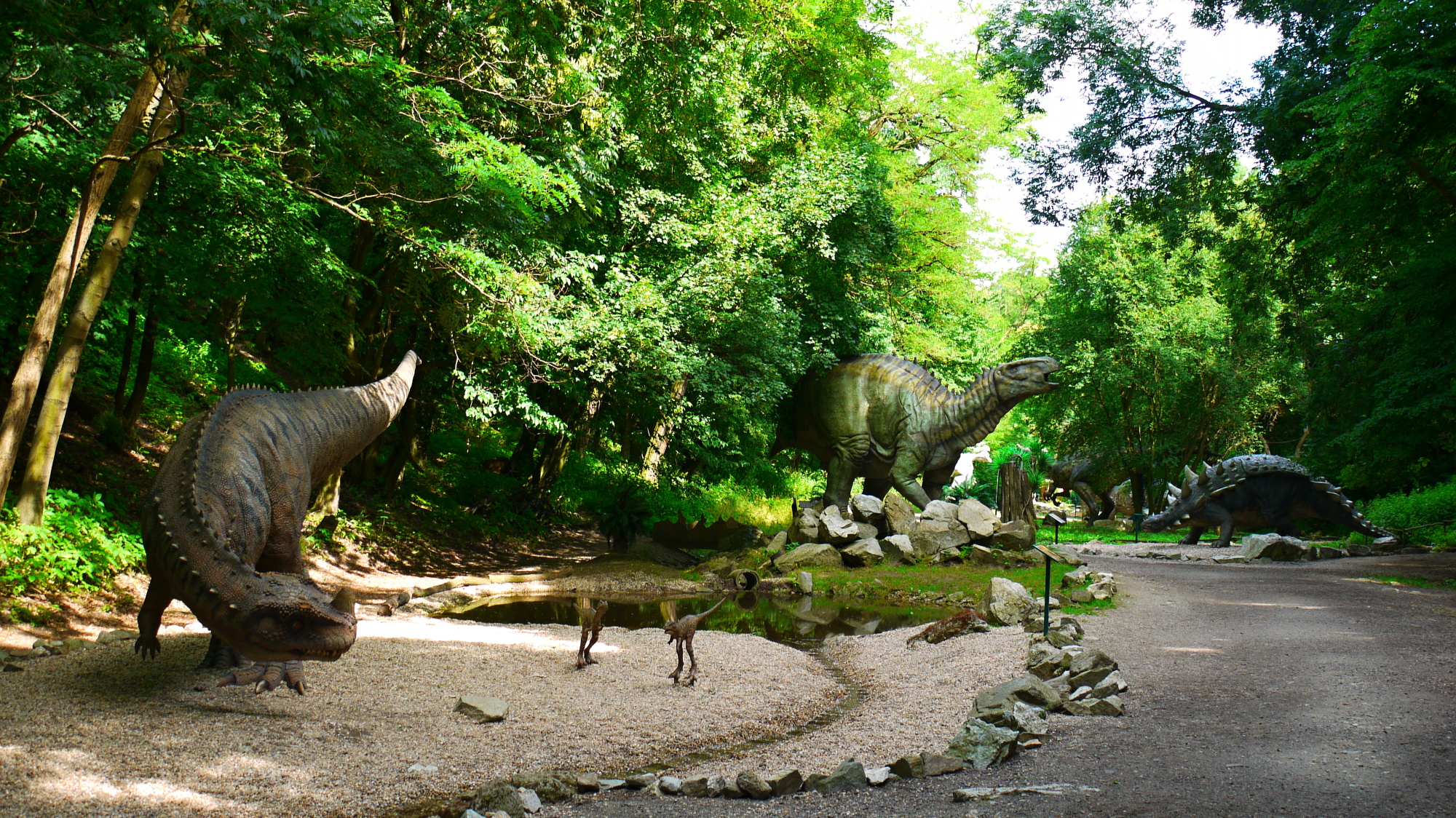
DinoPark Bratislava
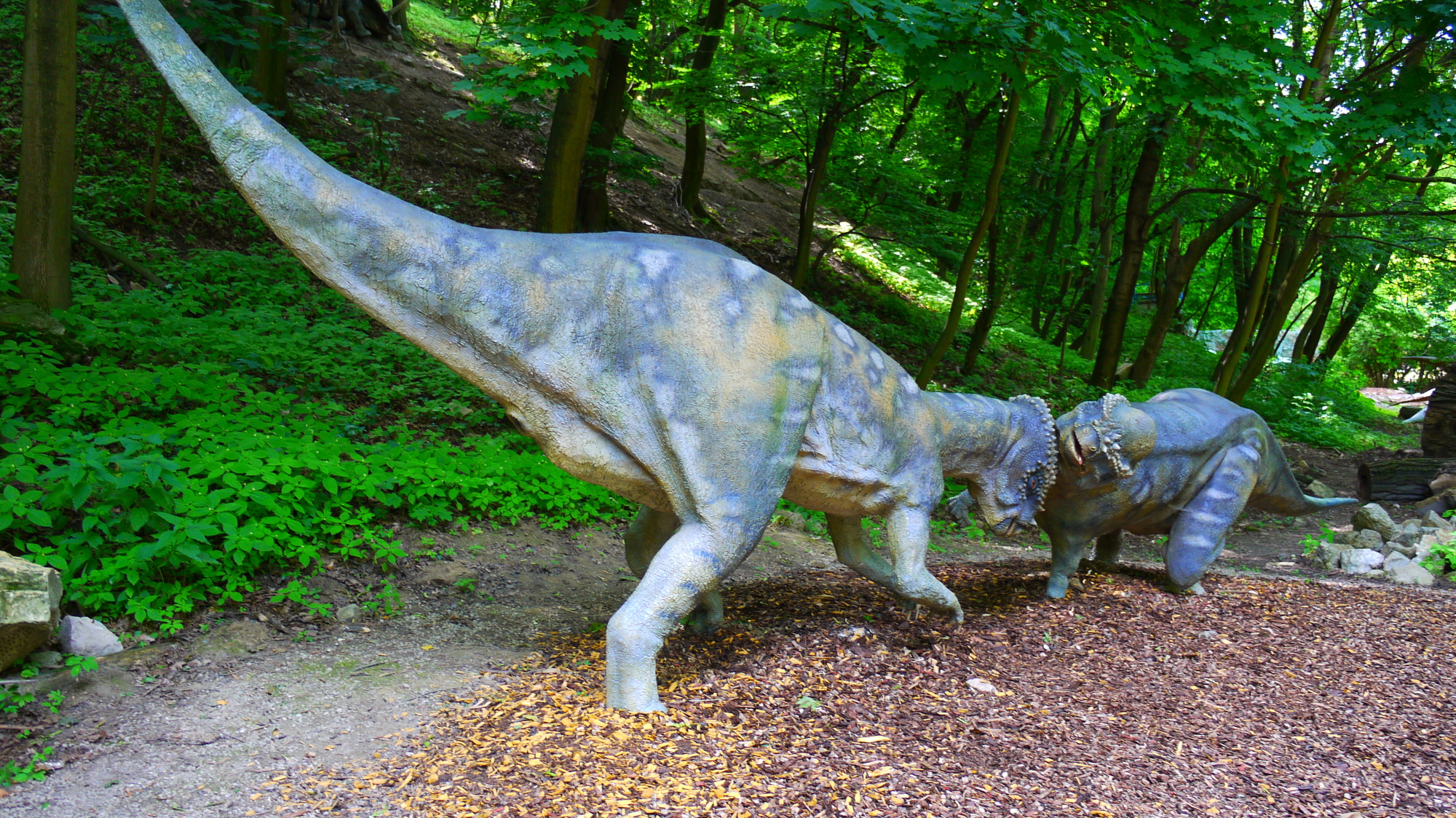
Pachycaphalosaurus, DinoPark Bratislava
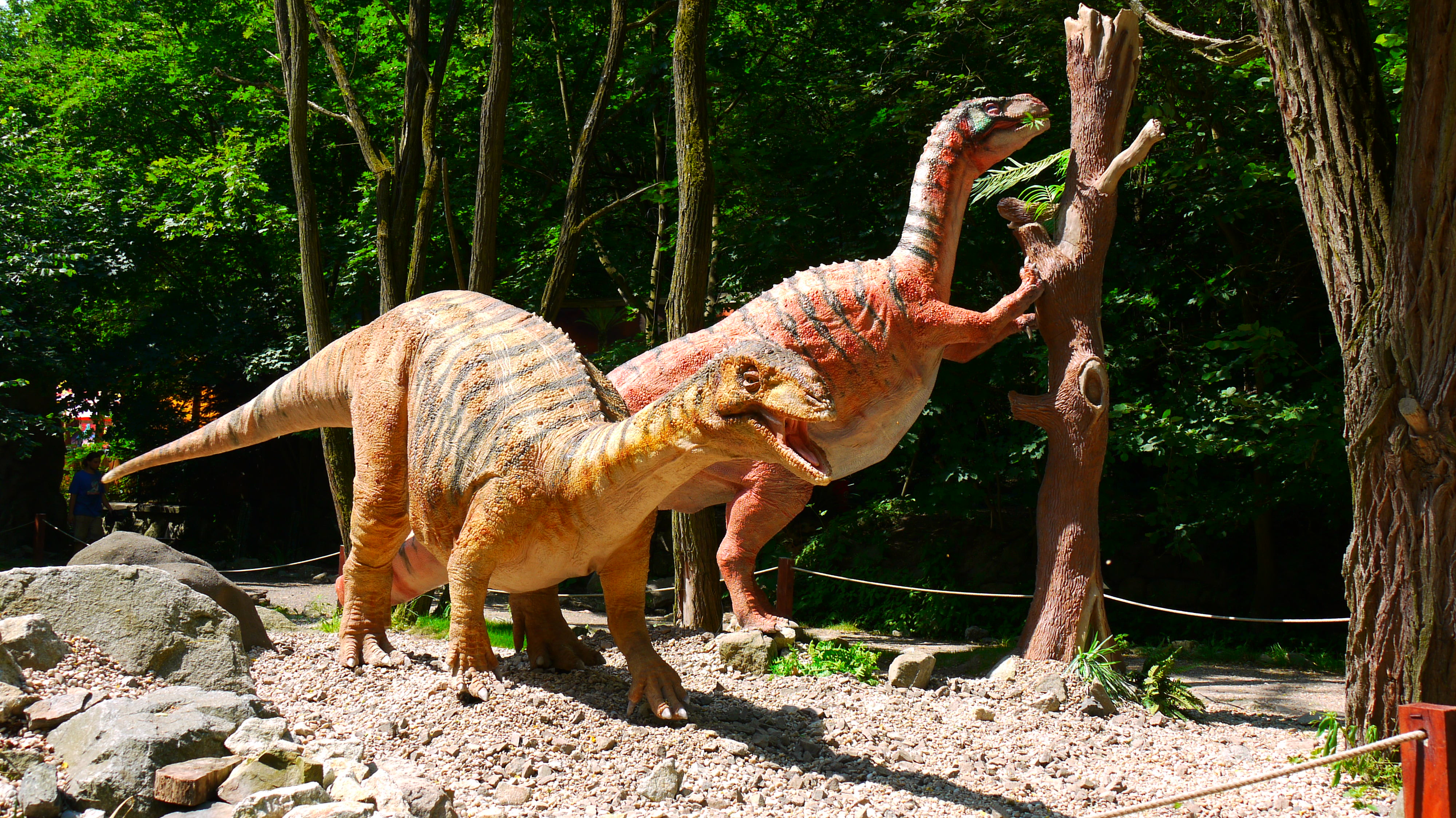
Plateosaurus, DinoPark Bratislava
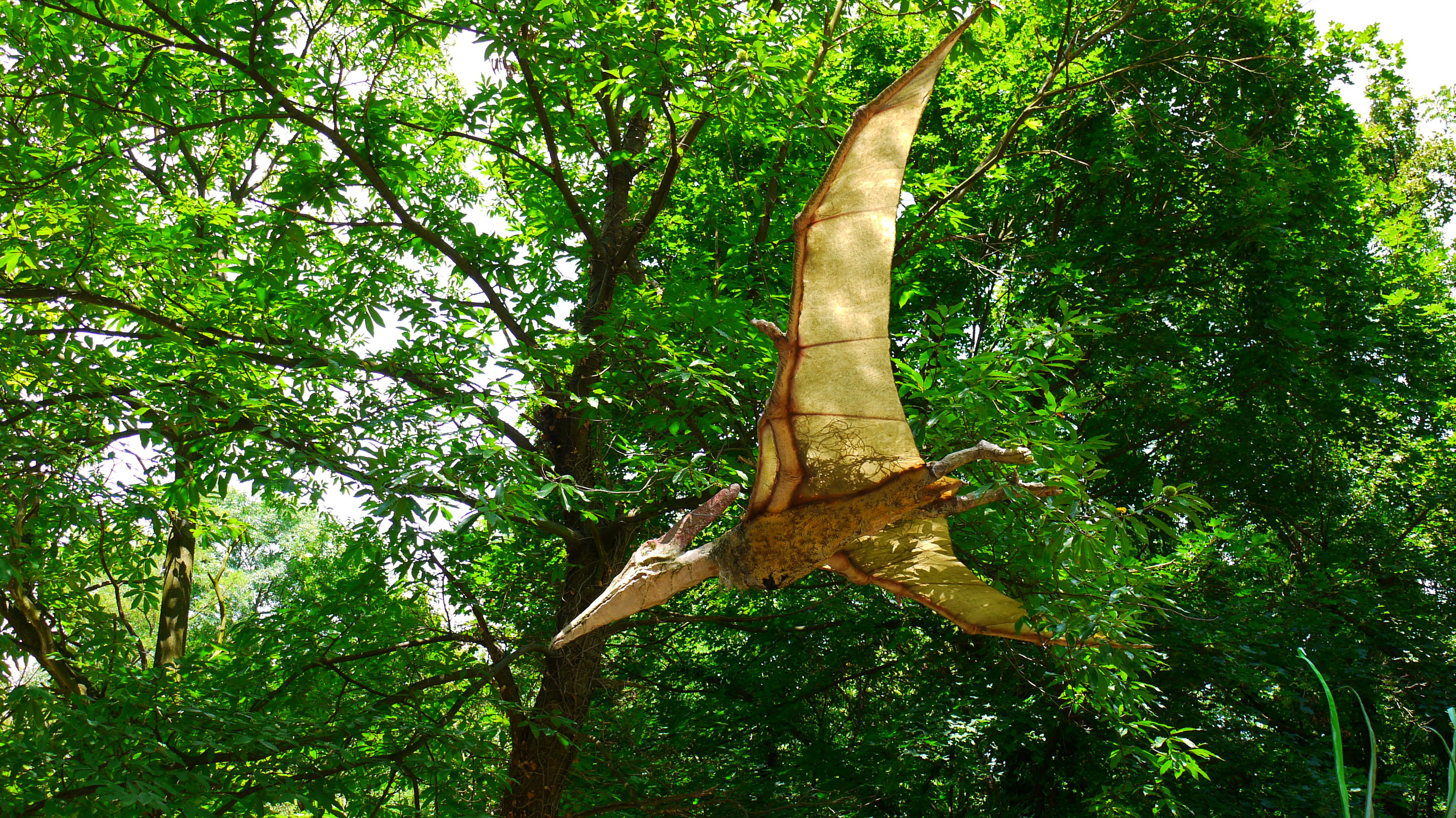
Pteranodon, DinoPark Bratislava
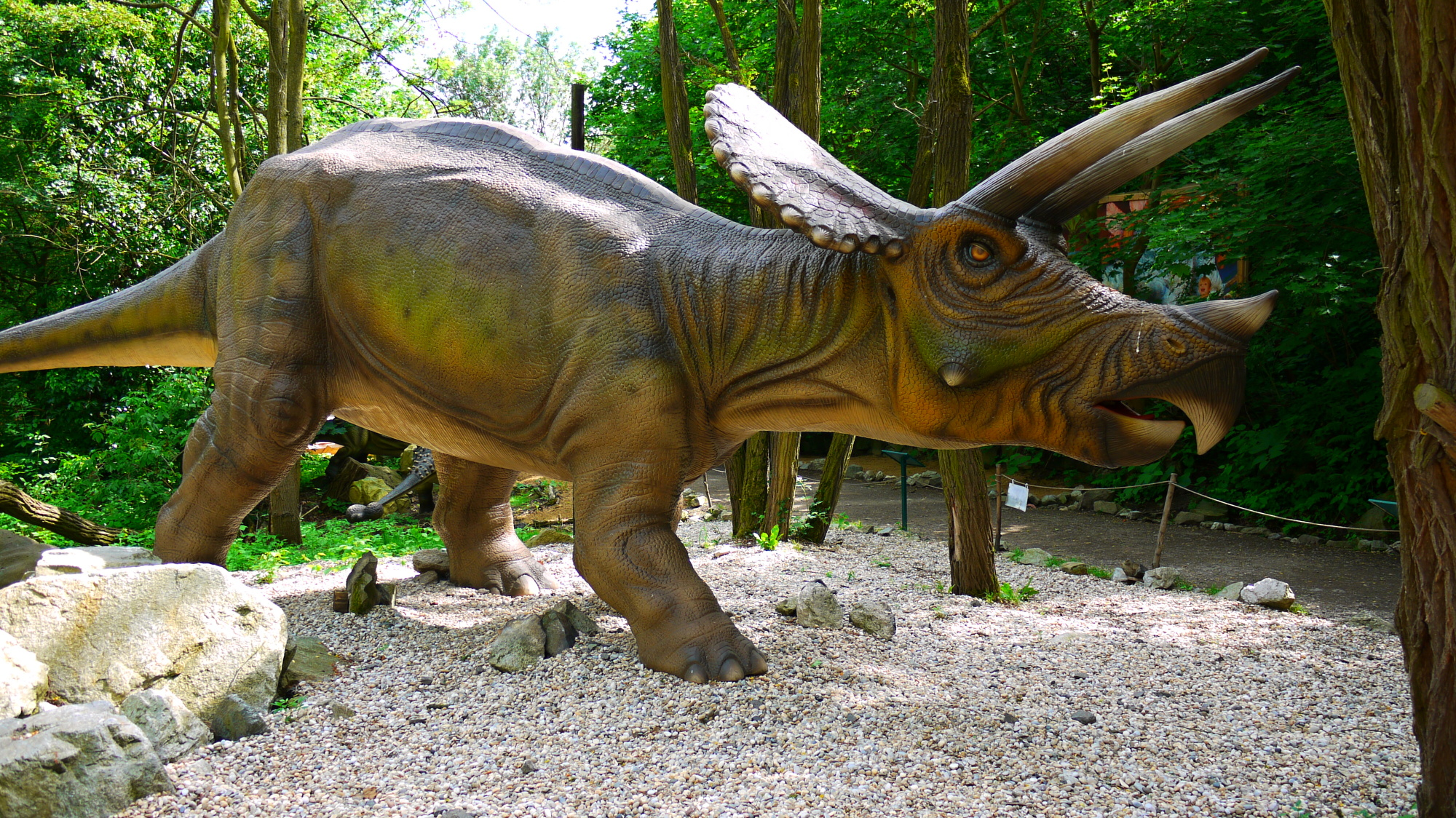
Triceratops, DinoPark Bratislava
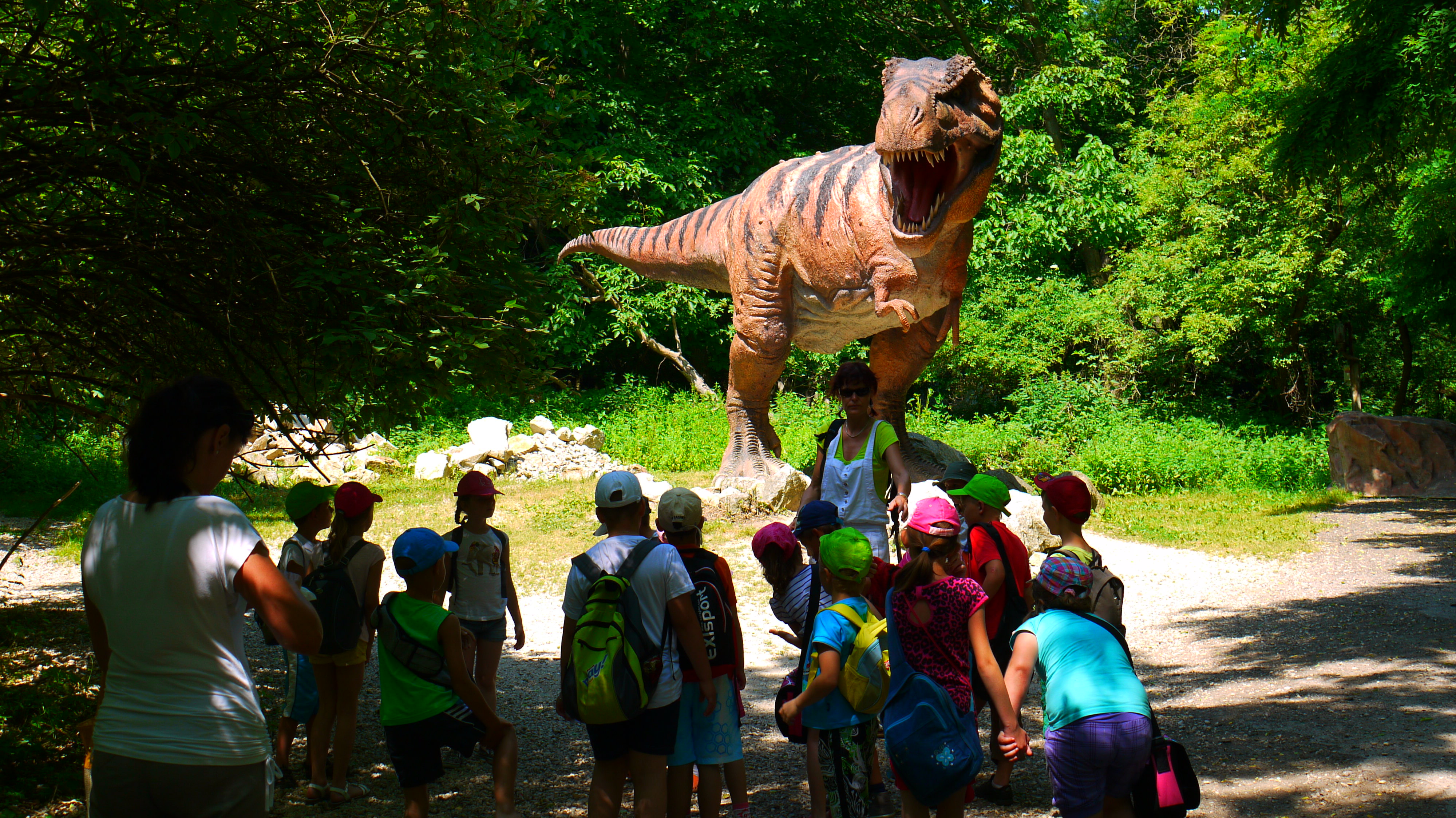
Tyrannosaurus Rex, DinoPark Bratislava